# لئوپولد ششم، دوک اتریش
لئوپولد ششم، دوک اتریش (آلمانی: Luitpold VI. von Österreich؛ 1176 – ۲۸ ژوئیهٔ ۱۲۳۰)، دوک اتریش و استریا از سال ۱۱۴۹ تا زمان مرگش در سال ۱۲۳۰ میلادی بود.